# Stephan Maaß
Stephan Maaß (* 20. August 1976 in Bad Pyrmont) ist ein ehemaliger deutscher Fußballspieler.
Der Mittelfeldspieler kam über die Stationen TSV Elbrinxen, SV Höxter zum TuS Paderborn-Neuhaus. Gegen Ende der Saison 1994/95 kam er erstmals in der 1. Mannschaft (Regionalliga West/Südwest) zum Einsatz. 1996/97 konnte er sich einen Stammplatz erkämpfen. 1997 nannte sich sein Verein in SC Paderborn 07 um. 2000 wechselte er zum Regionalligisten KFC Uerdingen 05. Dort bestritt er zwischen 2000 und 2003 93 Spiele und erzielte dabei 10 Tore. 2003 wechselte er wieder zurück zum SC Paderborn 07, spielte dort 42 Mal in der Regionalliga und erzielte vier Tore. Nach dem Aufstieg 2005 spielte er mit den Paderbornern in der 2. Bundesliga und war Stammspieler.
Am 24. Februar 2006 riss er sich im 2. Bundesligaspiel bei der SpVgg Greuther Fürth (1:1) das hintere Kreuzband und fiel für den Rest der Saison aus.
Am 2. Juli 2006 konnte er beim Trainingsauftakt zur Saison 2006/2007 erstmals wieder beschwerdefrei mit der Mannschaft trainieren.
Nach einigen Comeback-Versuchen in der 2. Mannschaft der Paderborner und nach einer Einwechslung im letzten SCP-Zweitligaspiel der Saison 2007/08 beendete Stephan Maaß seine Karriere und wurde vor dem Eröffnungsspiel der paragon arena zwischen dem SCP und Borussia Dortmund offiziell verabschiedet.
Zur Saison 2012/13 verpflichtete ihn der Westfalenligist Delbrücker SC als neuen Trainer. Im Februar 2013 verließ Maaß Delbrück wieder.
Seit Ende 2021 ist er Mitinhaber einer Sushi Bar in Paderborn.